# Perger Lajos
Perger Lajos (Alsószemeréd, 1853. január 3. – Budapest, 1929. szeptember 7.) római katolikus plébános, esperes.

## Élete
Szemeréden atyja gazdatiszt volt báró Breuner uradalmában, akinek korai halála után a család Esztergomba települt. Ott végezte gimnáziumi és teológiai tanulmányait. 1876. július 16-án szentelték fel. Segédlelkész volt Varbón, 1880. március 16-tól Dunamocson, 1881-ben Gútán, 1885-ben Esztergomban (Királyváros). 1886. október 28-tól plébános volt Esztergom-Szentgyörgymezőn.

## Művei
- 1887 Esztergom város és vármegye egyházi és világi íróinak koszorúja. Esztergom. (Különnyomat az Esztergom és Vidékéből)
- 1901 Esztergom-szentgyörgymezei plébánia története 1801–1901. Esztergom.

Cikkei az István bácsi Naptárában (1877. A házasságról, pályadíjat nyert mű, 1891. A primási leányárvaház Esztergomban); a Kath. Hetilapban (1881. A rózsa, 1882., Élet és halál között, Mese és művészet. A zene hatása, 1883. A rabszolgaság, 1884. Mammuth-barlang), a Népnevelőben (1882. Iskolamulasztás és pénzbirság, 1883. A szorgalmi idő, Néhány szó a tandíjakhoz, 1884. A gyermekszeretet, 1885. Hasznossági elv a nevelésben); a Magyar Sionban (1890. Lelkész és gazda.).